# Гаддаре
Гаддаре (перс.), Пала (тур.) — різновид шаблі. Були поширені у Туреччині, Ірані та деяких інших країнах з XVII століття.
Ці шаблі відрізняються досить коротким (65-75 см) і широким (5-5,5 см) клинком, з товстим (до 1 см) обухом. Іноді мали двосічну елмань, ширина клинка у її початку складала 6-7 см. Основна частина рукятки складався з двох половин, що прикріплюються до хвостовика заклепками; з загнутим вниз набалдашником. Кінці порівняно невеликої хрестовини закруглялись вперед. До шаблі покладалися дерев'яні піхви, які обклеювался чорною шкірою, або, рідше — оксамитом.
Шаблі гаддаре мали як парадне, так і бойове призначення.

## Галерея зображень

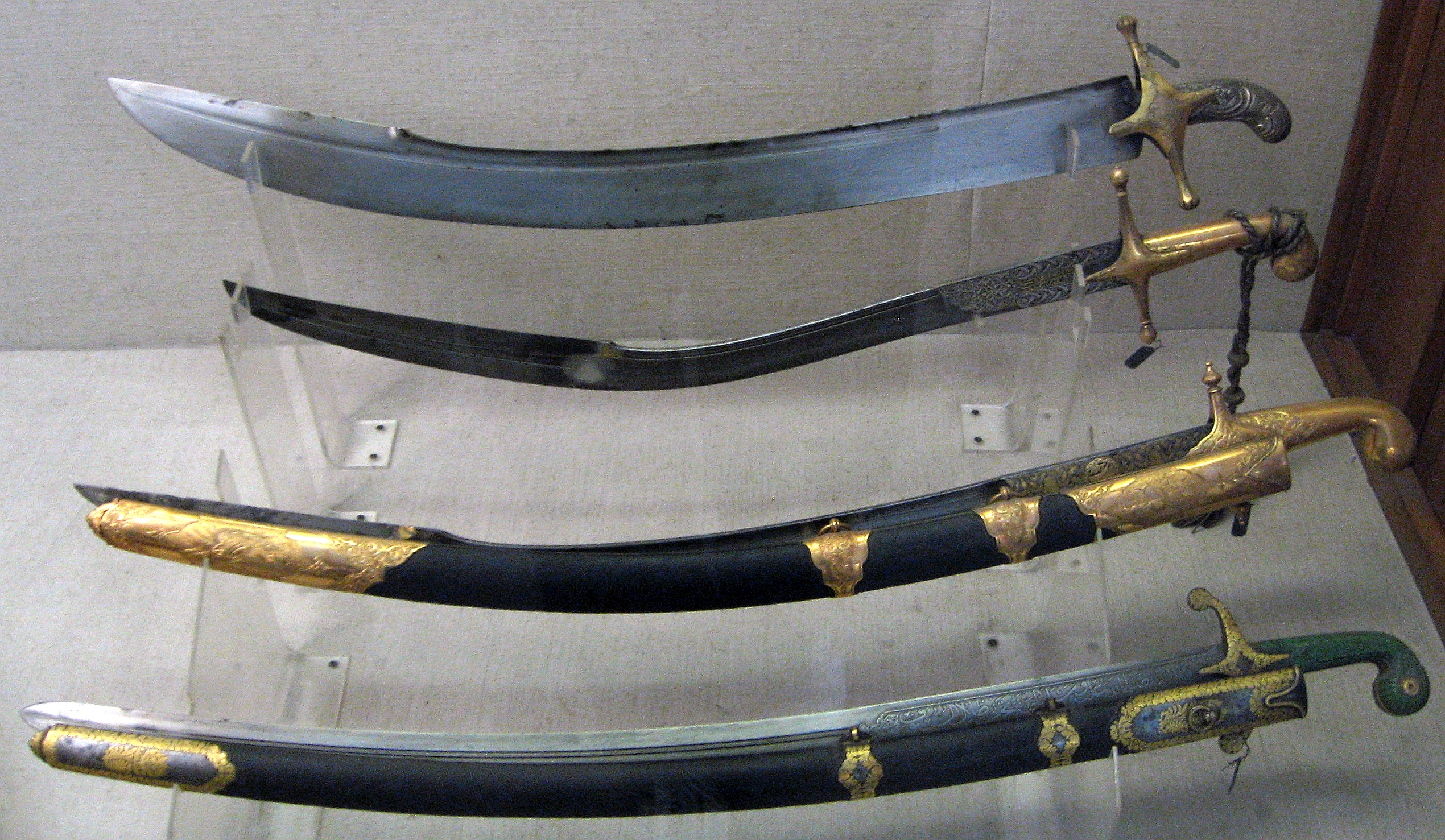
Верхня шабля — гаддаре з не «рідною» гардою
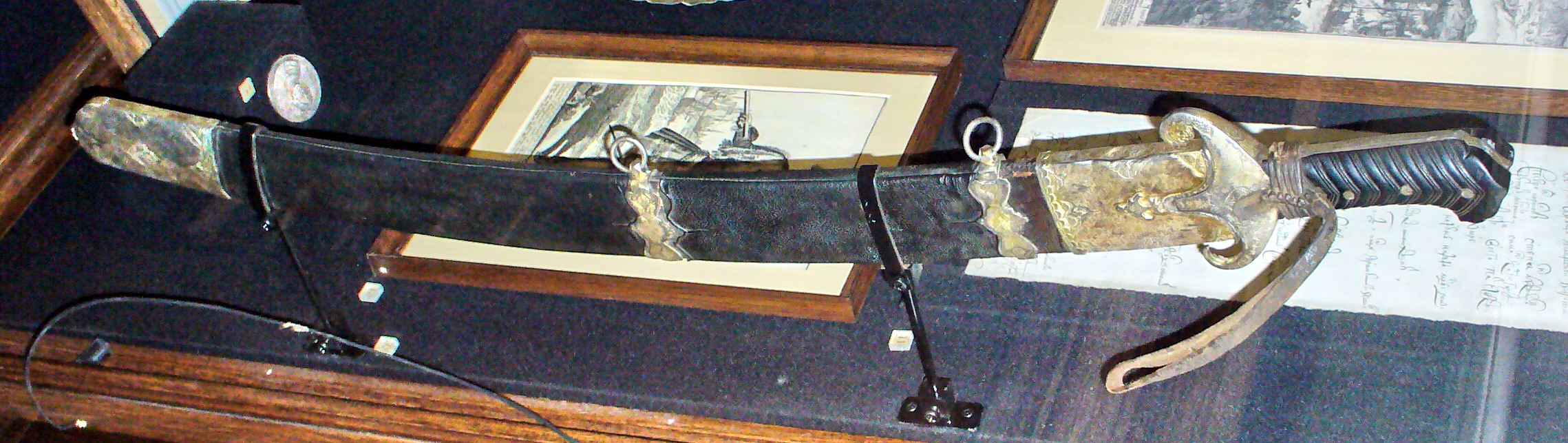
Турецька шабля «пала» в піхвах, XVII століття.
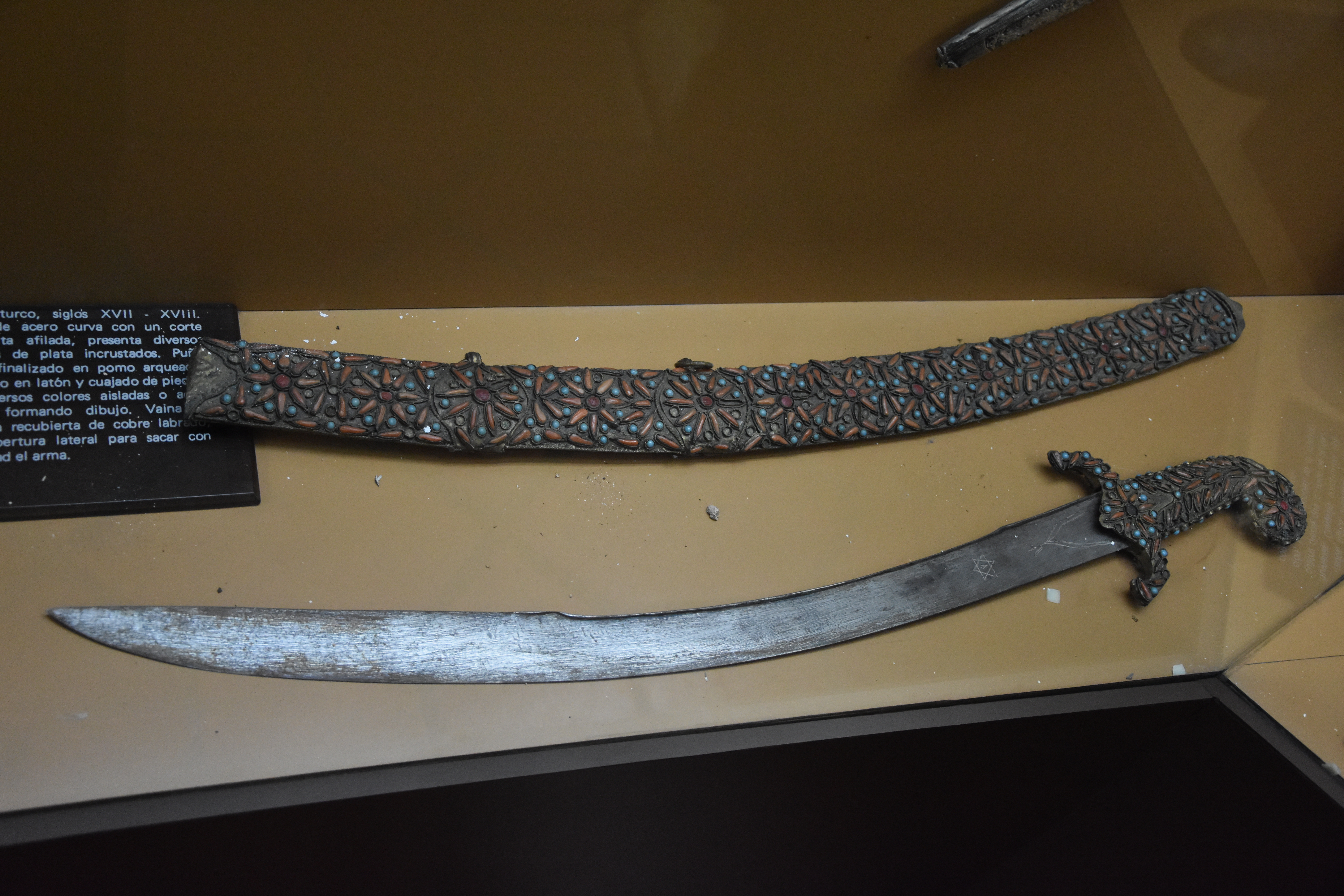
Декорована пала